# دون مانشيني
دون مانشيني (بالإنجليزية: Don Mancini) (و. 1963  م) هو كاتب سيناريو، ومخرج أفلام، ومنتج بضائع أمريكي، ولد في الولايات المتحدة، بدأ مشواره المهني سنة 1988.

## التعليم
تعلم في جامعة كاليفورنيا، لوس أنجلوس، وجامعة كولومبيا.

## وصلات خارجية
- دون مانشيني على موقع IMDb (الإنجليزية)
- دون مانشيني على موقع ألو سيني (الفرنسية)
- دون مانشيني على موقع أول موفي (الإنجليزية)
- دون مانشيني على موقع قاعدة بيانات الأفلام السويدية (السويدية)
- دون مانشيني على موقع قاعدة بيانات الفيلم (الإنجليزية)
- دون مانشيني على موقع كينوبويسك (الروسية)